# Umuahia
Umuahia (pronúncia [ʊmʊaːhiaː]) é a capital do estado de Abia, no sudeste da Nigéria.   Umuahia está localizada ao longo da estrada ferroviária que fica entre Port Harcourt ao sul e a cidade de Enugu ao norte. Umuahia tem uma população de 359.230 de acordo com o censo nigeriano de 2006. Umuahia é uma cidade de etnia Igbo .
Umuahia é conhecida por ser um centro ferroviário e de mercado agrícola, que atrai comerciantes e agricultores de cidades vizinhas para vender seus produtos, como inhame, mandioca, milho, taro, frutas cítricas e óleo de palma e amêndoas. Existem indústrias que ajudam a impulsionar sua economia, como uma cervejaria e uma indústria de processamento de óleo de palma. O National Root Crops Research Institute da Nigéria, em Umudike, fica ao lado da cidade. Umuahia também tem várias faculdades, incluindo Trinity College (teológica), Government College Umuahia, Holy Rosary Girls Secondary School e hospitais como o Federal Medical Center, Umuahia (antigo Queen Elizabeth Hospital). 
Umuahia compreende duas áreas de governo local: Umuahia Norte e Umuahia Sul. Esses governos locais também são compostos por clãs como as comunidades Umuopara, Ibeku, Olokoro, Ubakala e Ohuhu.

## História
Segundo a lenda popular, o nome Umuahia deriva da palavra Igbo AmaAhia ou "Ama Ahia", que significa "mercado ou centro de mercado", respectivamente. Os britânicos, que chegaram à região e a anexaram em meados do século XIX, ao saber o nome, pronunciaram erroneamente e o soletraram como "Umuahia". Existem outras lendas sobre a origem de Umuahia, mas a versão anterior parece mais provável por consenso. Nos tempos pré-coloniais, serviu como um dos mercados centrais da região para o comércio. Dada a sua serenidade e proximidade com outras cidades, como Ohafia, Abiriba, Arochukwu, Obowo, Ngwa, Okigwi, Uzuakoli, Bende, Nnewi, Akwa Akpa (Old Calabar) e Kalabari, comerciantes de produtos, olaria, artesanato, têxtil, remédios, vinho de palma e ferramentas vinham de longe, para negociar no movimentado centro do mercado, com muitas estradas que levavam a ele.
No entanto, o nome Ama Ahia não era o nome da cidade; em vez disso, estava localizado em um lugar chamado Afor Ibeji, perto da cidade de Olokoro. Com o aumento das atividades administrativas e comerciais britânicas na região e além, Umuahia, como veio a ser conhecido e escrito, foi transferido para a cidade de Ibeku para melhor supervisão por escritórios administrativos e a convergência de estradas em Ibeku. A nova localização tornou-se um dos principais entrepostos comerciais ao longo da rota ferroviária construída pela Royal Niger Company para o transporte de produtos, matérias-primas e minerais ao longo da rota comercial do Sub-Saara ao Oceano Atlântico, para exportação para a Europa. A feitoria foi batizada de Estação Umuahia-Ibeku para refletir a nova praça e domínio do mercado. Com o tempo, a área ficou conhecida como Umuahia, enquanto a cidade mercantil original de Afor Ibeji foi renomeada para Old Umuahia. A Umuahia-Ibeku tornou-se motivo de disputa, uma vez que cidades vizinhas como Ohuhu, Umuopara, Afugiri, Ofeme etc. está no mesmo nível que as partes constituintes de Umuahia.
Umuahia, embora compreendendo várias aldeias e comunidades, é composto principalmente por cinco clãs irmãos, no máximo social e fonologicamente homogêneos, com cada clã tendo sua própria versão de autonomia e evolução social.
Umuahia foi estabelecido pela administração colonial britânica da Nigéria no início do século XX. Umuahia foi declarada a segunda (e logo se tornou a capital mais antiga) da nação de curta duração da República de Biafra, em 28 de setembro de 1967, após a primeira capital, Enugu, ter sido capturada por tropas nigerianas. Em 22 de abril de 1969, Umuahia foi ocupada e quase tomada por tropas nigerianas, mas elas foram forçadas a recuar, devido a uma dura ofensiva do Biafran Maj. E.A. Eutuk. Após a captura de Umuahia em 24 de dezembro de 1969, a última capital biafrense antes de sua dissolução tornou-se Owerri.
Anteriormente conhecido como conselho do governo local de Ikwuano/Umuahia até que o governo liderado por Babangida o dividiu em dois LGAs - Ikwuano LGA e Umuahia LGA em 1991 - e depois, mais tarde, em 1996, a antiga área de governo local de Umuahia foi dividida pelo governo liderado por Abacha em dois governos locais: Umuahia Norte e Umuahia Sul. O primeiro presidente executivo da antiga área do governo local de Umuahia é o chefe Chibiko Ukanwoke, eleito em dezembro de 1991.

## Clima
Tem um clima tropical. Na maioria dos meses do ano a pluviosidade é significativa. Há apenas uma curta estação seca. O clima é classificado como Am, pelo sistema Köppen-Geiger. Em Umuahia, a temperatura média anual é de 26,0°C. A precipitação média é de 2.153 milímetros. A precipitação é mais baixa em dezembro, com uma média de 15 milímetros. A maior parte da precipitação cai em setembro, com uma média de 322 milímetros. A uma temperatura média de 27,5°C, março é o mês mais quente do ano. Em agosto, a temperatura média é de 24,5°C. É a temperatura média mais baixa de todo o ano.

## Pessoas notáveis
- Yagazie Emezi, fotojornalista premiado
- Okechukwu Enelamah, Médico, Revisor Oficial de Contas, Analista Financeiro Certificado e ex-Ministro do Comércio e Investimento (2015–2019) [9] [10]
- John Godson, legislador polonês e filantropo [11]
- Uzoma Emenike, Embaixador da Nigéria nos Estados Unidos [12] [13] [14]
- Adaobi Tricia Nwaubani, romancista e ensaísta premiada [15] [16]
- Akwaeke Emezi, romancista premiado [17] [18] [19] [20]
- OC Ukeje, ator premiado de Nollywood com sede em Lagos [21]
- Chelsea Eze, atriz premiada de Nollywood [22]
- 2Shotz, AfroRap Artiste e produtor musical [23]
- Bright Chimezie, Músico Highlife [24] [25]
- Mike Ezuruonye, ator de Nollywood [21] [26]
- Michael Okpara, Premier da Região Leste da Nigéria de 1959 a 1966 [27] [28]
- Johnson Aguiyi-Ironsi, oficial militar da Nigéria e ex-chefe de Estado [29]
- Uzodinma Iweala, médico norte-americano e aclamado autor do livro best-seller Beasts of No Nation [30]
- Nnamdi Kanu, Fundador do Povo Indígena de Biafra (IPOB), um grupo separatista[31] [32]
- Samuel Chukwueze, jogador de futebol da seleção da Nigéria[33] [34] [35] [36] [37]
- Ejike Asiegbu, veterano de Nollywood
- Akwaeke Emezi que escreve livros e é video-artista